# Call of Duty: Black Ops 6
Call of Duty: Black Ops 6 is een computerspel dat is ontwikkeld door Treyarch en Raven Software en uitgegeven door Activision voor de PlayStation 4, PlayStation 5, Windows, Xbox One en Xbox Series. De first-person shooter kwam wereldwijd uit op 25 oktober 2024.
Black Ops 6 is het eenentwintigste deel in de Call of Duty-serie en het zevende spel in de Black Ops-subserie.

## Plot
Het verhaal speelt zich af tijdens Operatie Desert Storm en volgt de undercoveragenten Troy Marshall en Frank Woods tijdens hun missies om Pantheon op te sporen, een paramilitaire groep met geheime banden met de CIA.

## Spel
Naast een singleplayerverhaal is er ook een multiplayergedeelte en een co-op-modus tegen zombies aanwezig in het spel.
Nieuw in alle drie spelmodi is een omnidirectioneel bewegingsmechanisme, waardoor spelers in elke richting kunnen sprinten, wegduiken en glijden.

## Ontvangst
| Recensiescore       | Recensiescore               |
| Recensieverzamelaar | Score                       |
| ------------------- | --------------------------- |
| Metacritic          | 83% (PS5) 83% (PC) 84% (XS) |
| Publicist           | Score                       |
| GameSpot            | 8                           |
| GamesRadar+         | 4/5                         |
| IGN                 | 9                           |
| Power Unlimited     | 76%                         |

Het spel ontving overwegend positieve recensies. Men prees vooral het singleplayerverhaal, maar ook de missieontwerpen en personages in het spel. Enige kritiek was er op sommige elementen in het verhaal en het ontwerp van kleine multiplayerlevels. Ten slotte werd ook de Zombie-modus positief ontvangen.
Op recensieverzamelwebsite Metacritic heeft het spel een gemiddelde score van 83,3% voor alle platforms.
Na een ontwikkeltijd van vier jaar werd in oktober 2024 bekendgemaakt dat het spel 500 miljoen keer is verkocht.